# Divano nostalgia
Divano nostalgia è un singolo del cantante italiano Galeffi, pubblicato l'8 aprile 2022 come secondo estratto dall'album Belvedere.

## Video musicale
Il videoclip del brano, diretto da Irene Simoncini e Lorenzo Invernici, è stato pubblicato il 14 aprile 2022 sul canale YouTube del cantante.

## Tracce
1. Divano nostalgia – 3:11 (Marco Cantagalli)